# Predator (álbum)
Predator es el undécimo álbum de estudio de la banda alemana de heavy metal Accept, publicado en 1996 por RCA Records para Europa y por el sello Mayhem para los Estados Unidos. La producción marcó el regreso de Peter Baltes como vocalista principal en algunas canciones y a su vez, fue el primero y único disco grabado con el baterista Michael Cartellone de Damn Yankees. Por su parte, fue el último álbum con el vocalista Udo Dirkschneider y como banda, ya que en 1997 decidieron separarse de manera definitiva.

## Lista de canciones
| N.º | Título                  | Escritor(es)                            | Duración |  |
| 1.  | «Hard Attack»           | Hoffmann, Baltes, Dirkschneider         | 4:46     |  |
| 2.  | «Crossroads»            | Hoffmann, Baltes, Dirkschneider, Deaffy | 5:13     |  |
| 3.  | «Making Me Scream»      | Hoffmann, Baltes, Dirkschneider, Deaffy | 4:14     |  |
| 4.  | «Diggin' in the Dirt»   | Hoffmann, Baltes, Dirkschneider, Deaffy | 4:01     |  |
| 5.  | «Lay It Down»           | Hoffmann, Baltes, Deaffy                | 5:02     |  |
| 6.  | «It Ain't Over Yet»     | Hoffmann, Baltes                        | 4:17     |  |
| 7.  | «Predator»              | Hoffmann, Dirkschneider, Deaffy         | 3:37     |  |
| 8.  | «Crucified»             | Hoffmann, Baltes, Dirkschneider, Deaffy | 3:01     |  |
| 9.  | «Take Out the Crime»    | Dirkschneider, Deaffy, Stefan Kaufmann  | 3:12     |  |
| 10. | «Don't Give a Damn»     | Hoffmann, Baltes, Dirkschneider, Deaffy | 2:58     |  |
| 11. | «Run Through the Night» | Dirkschneider, Deaffy, Kaufmann         | 3:19     |  |
| 12. | «Primitive»             | Hoffmann, Baltes                        | 4:38     |  |

| Pista exclusiva solo para Japón |                                |          |  |
| N.º                             | Título                         | Duración |  |
| 13.                             | «This One's for You» (en vivo) | 4:13     |  |

## Músicos
- Udo Dirkschneider: voz
- Wolf Hoffmann: guitarra eléctrica
- Peter Baltes: bajo y voz en «Lay It Down», «It Ain't Over Yet» y «Primitive»
- Michael Cartellone: batería

Músicos adicionales
- Kalei Lam: percusión en «Predator»